# Prezidentské volby v Togu v roce 1986

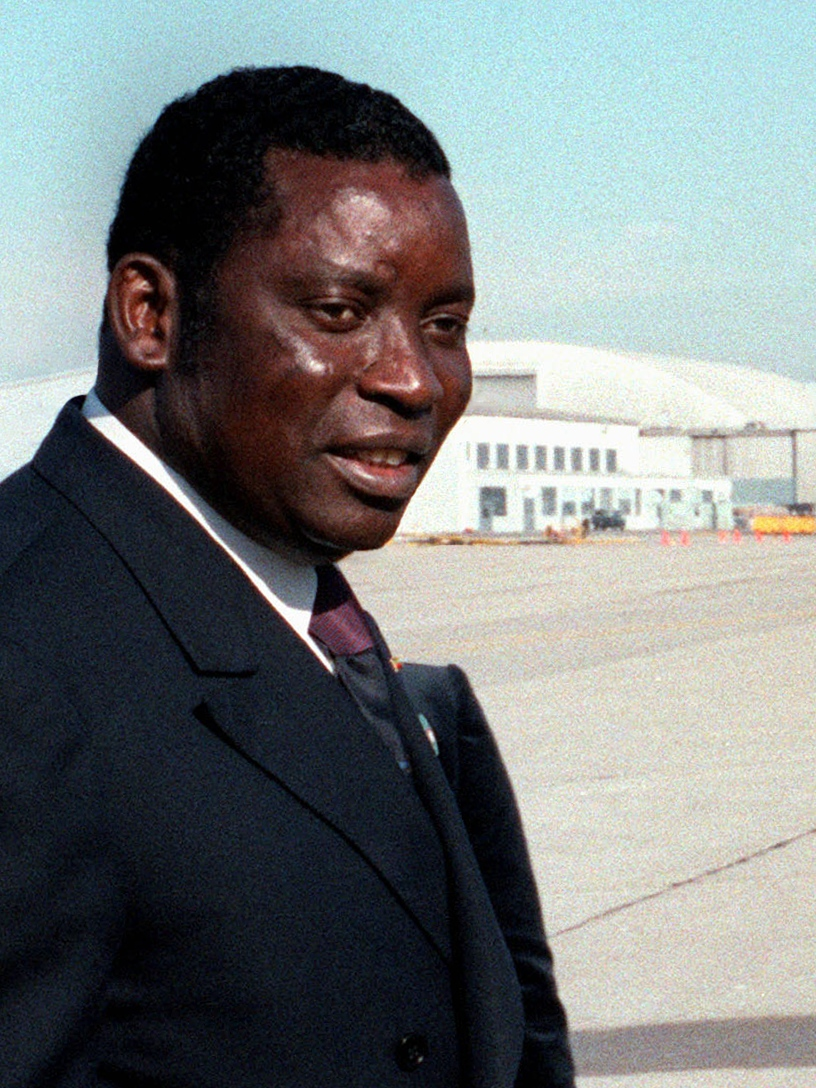
Vítěz voleb Gnassingbé Eyadéma (1983)

Prezidentské volby v Togu se konaly 21. prosince 1986. V té době bylo Togo státem jedné strany, kdy jedinou legální stranou v zemi byla Rassemblement du Peuple Togolais. Její předseda a úřadující prezident Gnassingbé Eyadéma byl jediným kandidátem v prezidentských volbách. Oficiální volební účast byla 98,93 %.

## Volební výsledky
| Kandidát                            | Politická strana                    | První kolo | První kolo |
| Kandidát                            | Politická strana                    | Hlasy      | %          |
| ----------------------------------- | ----------------------------------- | ---------- | ---------- |
| Gnassingbé Eyadéma                  | Rassemblement du Peuple Togolais    | 1 737 771  | 100 %      |
| Celkem                              | Celkem                              | 1 737 771  | 100 %      |
|                                     |                                     |            |            |
| Platných hlasů                      | Platných hlasů                      | 1 737 771  | 99,95 %    |
| Neplatných hlasů                    | Neplatných hlasů                    | 840        | 0,05 %     |
| Celkem hlasů                        | Celkem hlasů                        | 3 479 186  | 100 %      |
| Registrovaných voličů/volební účast | Registrovaných voličů/volební účast | 1 757 426  | 98,93 %    |